# Fern Ward Crane
 Fern Ward Crane  ( 1906 - 1984) fue una botánica estadounidense. Se especializó en pteridofitas, y en especial en la palinología.

## Algunas publicaciones
- Spore Studies in Dryopteris. J. 42: 159-169
- The ultrastructure of Sahnia pollen (Pentoxylales). 1991. Am.J. Botany 78: 1560-1569

- La abreviatura «Crane» se emplea para indicar a Fern Ward Crane como autoridad en la descripción y clasificación científica de los vegetales.[1]

Sus identificaciones y clasificaciones sobre nuevas especies las publicaba habitualmente en Amer. Fern J.